# Războiul Genpei

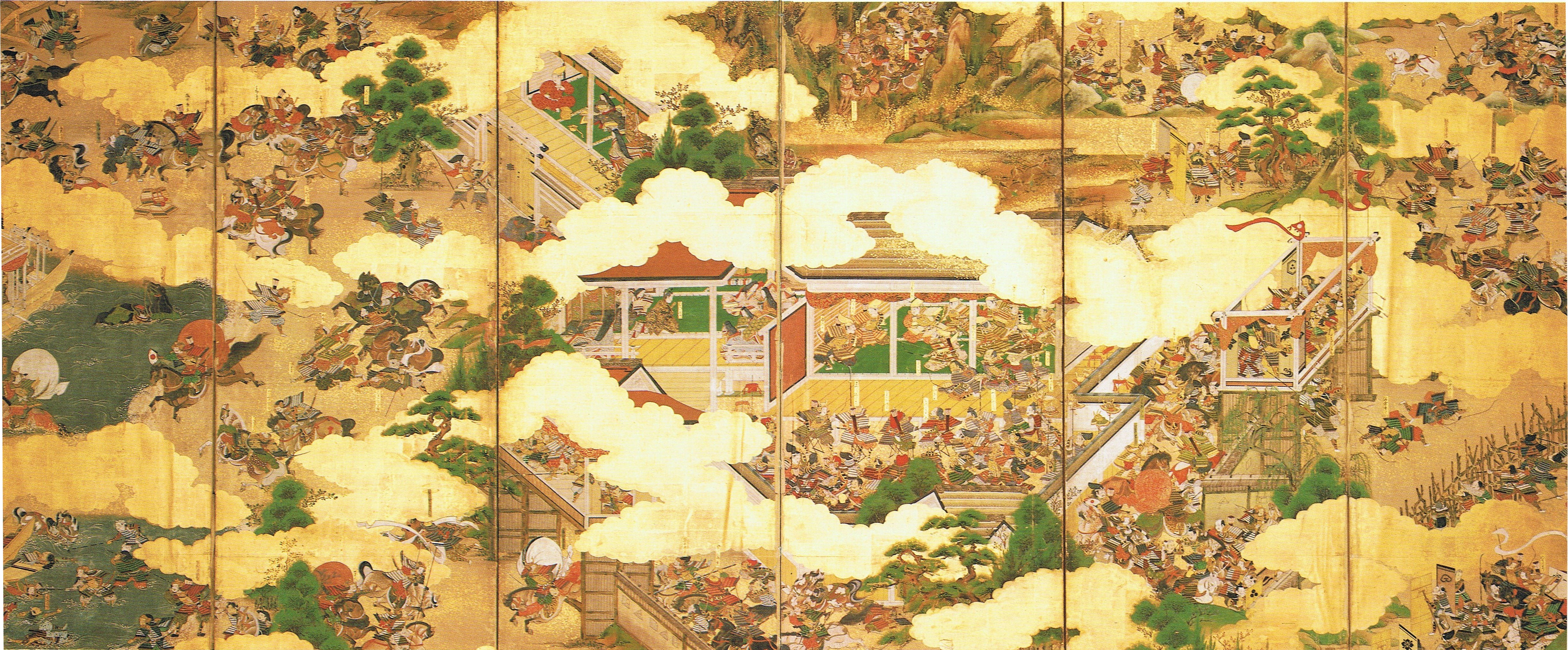
Războiul Genpei

Războiul Genpei (japoneză 源 平 合 戦, Genpei kassen, Genpei Gassen?) (1180–1185) a fost un conflict între clanurile Minamoto și Taira în perioada Heian târzie din Japonia. Acest conflict a dus la căderea clanului Taira și la stabilirea șogunatului Kamakura sub Minamoto no Yoritomo în 1192.
Totul a început cu sprijinul clanului Minamoto pentru un candidat diferit la tron, în conflict cu nominalizarea clanului Taira. A urmat bătălia de la Uji care a avut loc în afara orașului Kyoto, care a condus la un război de cinci zile pe an, concluzionând cu o victorie decisivă a clanului Minamoto în bătălia navală de la Dan-no-ura.